# Marcel Bayard
Honoré Marcel Bayard (* 3. Juni 1895 in Chavaniac-Lafayette; † 15. April 1956) war ein französischer Mathematiker und Telekommunikationsingenieur. In den 1930er Jahren leistete er bahnbrechende Beiträge zur Telekommunikationstheorie und als Chefingenieur der französischen Telekommunikation nach dem Zweiten Weltkrieg modernisierte er das französische Telegraphiesystem.

## Leben

### Herkunft und Schulzeit
Bayard wurde am 3. Juni 1895 in Chavaniac-Lafayette geboren, wo sein Vater, der Landwirt Etienne Bayard, sich nach seiner Heirat mit Louise Pignol sein Haus gebaut hatte. Marcel, das erste Kind dieser Ehe, war ein ausgezeichneter Schüler. Nach dem Besuch der Grundschule ging er an das Collège und danach an das Lycée, und im Juli 1913 erwarb er das Baccalauréat.

### Wehrdienst
Nach dem Beginn des Ersten Weltkriegs wurde er im Dezember 1914 zum Kriegsdienst beim 23. Bataillon der Chasseurs à pied in Grasse einberufen. Er nahm mit dieser Einheit an der Schlacht an der Somme teil, während der er am 15. September 1916 bei einem Angriff auf Rancourt schwer verletzt wurde. Er wurde mit dem Croix de guerre ausgezeichnet und nach seiner Genesung der Artillerietruppe zugewiesen. Dort absolvierte er die Ausbildung zum Offizier und war bei Kriegsende 1918 Sous-lieutenant (Leutnant) und Feuerleitoffizier im 84. Schweren Artillerieregiment in Lyon.

### Berufliche Laufbahn
Nach seiner Rückkehr ins zivile Leben wurde er, nach entsprechender Vorbereitung, 1919 in die Elitehochschule École polytechnique aufgenommen. Das letzte Studienjahr absolvierte er als sogenannter „élève ingénieur“ im PTT-Ministerium (Ministère des Postes, Télégraphes et Téléphones), wo er nach erfolgreichem Studienabschluss 1923 in der Abteilung für Unterseekabel als Ingenieur fest angestellt wurde und bis 1926 an der Verlegung und Inbetriebnahme des Kabels Marseille-Skikda (damals Philippeville) teilnahm.
1926 heiratete er Aimée Malhomme; aus der Ehe gingen drei Kinder hervor.
1927 wurde er in die Direktion für Telegraphenoperationen versetzt, wo er sich bei der Entwicklung neuer Geräte und der Modernisierung des Netzwerks verdient machte. In den 1930er Jahren machte er durch die Veröffentlichung einer Arbeit zur theoretischen Elektrotechnik auf sich aufmerksam. Er wurde auf den Lehrstuhl für theoretische Elektrizität an der „École Supérieure des Postes & Télégraphes“ (ESPT) berufen und veröffentlichte 1935 seine bahnbrechenden Studien zu Netzimpedanzen. Neben seiner Lehrtätigkeit vertrat Bayard Frankreich auf Konferenzen der ITU und leitete eine Kommission des CCITT in Genf. Die ESPT wurde 1938 umbenannt in „École Nationale Supérieure des Postes et Télécommunications“ (ENSPTT) und 1941 wurde Bayard ihr Stellvertretender Direktor mit besonderen Verantwortung für die Ausbildung der Ingenieure. Als die ENSPTT 1942 geteilt wurde in die ENSPTT, die die Verwaltungsspezialisten ausbildete, und die „École Nationale Supérieure des Télécommunications“ (ENST), die die Ingenieure ausbildete, wurde Bayard Studienleiter der ENST, bald darauf auch Professor. Er verfasste mannigfaches Lehrmaterial für die ENST, wo er als erster in Frankreich die Matrixberechnungen zur Theorie des elektrischen Netzes einführte.
Im September 1944, nach der Befreiung von Paris, wurde Bayard zum Direktor des PTT-Seekabeldienstes ernannt, lehrte jedoch auch weiterhin an der ENST. An der Spitze des Seekabeldienstes leitete er nach dem Zweiten Weltkrieg den Wiederaufbau des weitgehend zerstörten französischen Telegraphienetzes und der französischen Kabellegerflotte, die nur noch die alte Arago und die Alsace besaß. 1950 wurde der erste Nachkriegsneubau eines franzosischen Kabellegers auf Kiel gelegt, die Ampere III. Bayard wurde auch bekannt als Erfinder einer Methode zum Auffinden von Unterwasserkabelbrüchen, die in England als „Bayard-Test“ bezeichnet wird. Als er die ersten Versuche mit Repeatern in Seekabeln durchführte und dazu eine Prototypverbindung zwischen Nizza und Cannes legen ließ, kam es zum Streit mit der Finanzverwaltung des Ministeriums über die Finanzierung des Unterfangens und Bayard verließ daraufhin den Seekabeldienst und wurde in die PTT-Generalinspektion versetzt. 1954 wurde er Chefingenieur der PTT.
Daneben war er in der „Société Française de Mathématiqe“ (Mathematikgesellschaft) aktiv, zu deren Vizepräsident er 1951 gewählt wurde.
Er starb nach schwerer Krankheit im Alter von nur 61 Jahren. Das PTT-Ministerium benannte den 1961 vom Stapel gelaufenen Kabelleger Marcel Bayard nach dem verstorbenen Chefingenieur.

## Politisches Wirken
Marcel Bayard leitete den Cercle Marxiste de Paris, eine kleine Gruppe von Aktivisten des Rätekommunismus. Diese kleine ultralinke Gruppe, die damals die einzige in Frankreich war, die sich auf den Rätekommunismus berief, schloss sich 1936 der Union Communiste an.

## Ehrungen & Ehrenämter
- Offizierskreuz der Ehrenlegion (1946).
- Vorstands- und Ratsmitglied der „Société française des électriciens“.
- 1950 Gewählter Vizepräsident der Société mathématique de France.[4]
- Offizierskreuz des Ordens für Verdienste um das Postwesen (1954).
- Mehrere ausländische Auszeichnungen, darunter den Orden des Weißen Löwen der Tschechoslowakei und den Nischan-el-Iftikhar-Orden von Tunesien.
- Der 1961 vom Stapel gelaufenen Kabelleger Marcel Bayard war nach ihm benannt.